# Judo na Letnich Igrzyskach Olimpijskich 1984
Judo na Letnich Igrzyskach Olimpijskich 1984 w Los Angeles, odbyło się w dniach 4 – 11 sierpnia 1984 w Kalifornijskim Uniwersytecie Stanowym. Startowali wyłącznie mężczyźni w 8 kategoriach wagowych (-60 kg, -65 kg, -71 kg, -78 kg, -86 kg, -95 kg, +95 kg oraz w kategorii "otwartej" – open). Tabelę medalową zdominowali judocy z Japonii.

## Medaliści[2]
| Kat. wagowa             |                    |                      |                                       |
| ----------------------- | ------------------ | -------------------- | ------------------------------------- |
| Waga ekstralekka −60 kg | Shinji Hosokawa    | Kim Jae-yup          | Neil Eckersley Edward Liddie          |
| Waga półlekka −65 kg    | Yoshiyuki Matsuoka | Hwang Jung-oh        | Marc Alexandre Josef Reiter           |
| Waga lekka −71 kg       | Ahn Byeong-keun    | Ezio Gamba           | Kerrith Brown Luiz Onmura             |
| Waga półśrednia −78 kg  | Frank Wieneke      | Neil Adams           | Mircea Frățică Michel Nowak           |
| Waga średnia −86 kg     | Peter Seisenbacher | Robert Berland       | Wálter Carmona Seiki Nose             |
| Waga półciężka −95 kg   | Ha Hyung-joo       | Douglas Vieira       | Bjarni Friðriksson Günther Neureuther |
| Waga ciężka +95 kg      | Hitoshi Saitō      | Angelo Parisi        | Mark Berger Cho Yong-chul             |
| Kategoria Open          | Yasuhiro Yamashita | Muhammad Ali Raszwan | Mihai Cioc Arthur Schnabel            |

## Tabela medalowa zawodów
| Poz. | Państwo           |   |   |   | Łącznie |
| ---- | ----------------- | - | - | - | ------- |
| 1    | Japonia           | 4 | 0 | 1 | 5       |
| 2    | Korea Południowa  | 2 | 2 | 1 | 5       |
| 3    | RFN               | 1 | 0 | 2 | 3       |
| 4    | Austria           | 1 | 0 | 1 | 2       |
| 5    | Brazylia          | 0 | 1 | 2 | 3       |
| 5    | Francja           | 0 | 1 | 2 | 3       |
| 5    | Wielka Brytania   | 0 | 1 | 2 | 3       |
| 8    | Stany Zjednoczone | 0 | 1 | 1 | 2       |
| 9    | Egipt             | 0 | 1 | 0 | 1       |
| 9    | Włochy            | 0 | 1 | 0 | 1       |
| 11   | Rumunia           | 0 | 0 | 2 | 2       |
| 12   | Kanada            | 0 | 0 | 1 | 1       |
| 12   | Islandia          | 0 | 0 | 1 | 1       |